# Hermann Jansen (Generalvikar)
Hermann Jansen (* 27. Juli 1904 in Aachen; † 4. Januar 1984 in Köln) war ein deutscher Generalvikar des Erzbischofs von Köln.

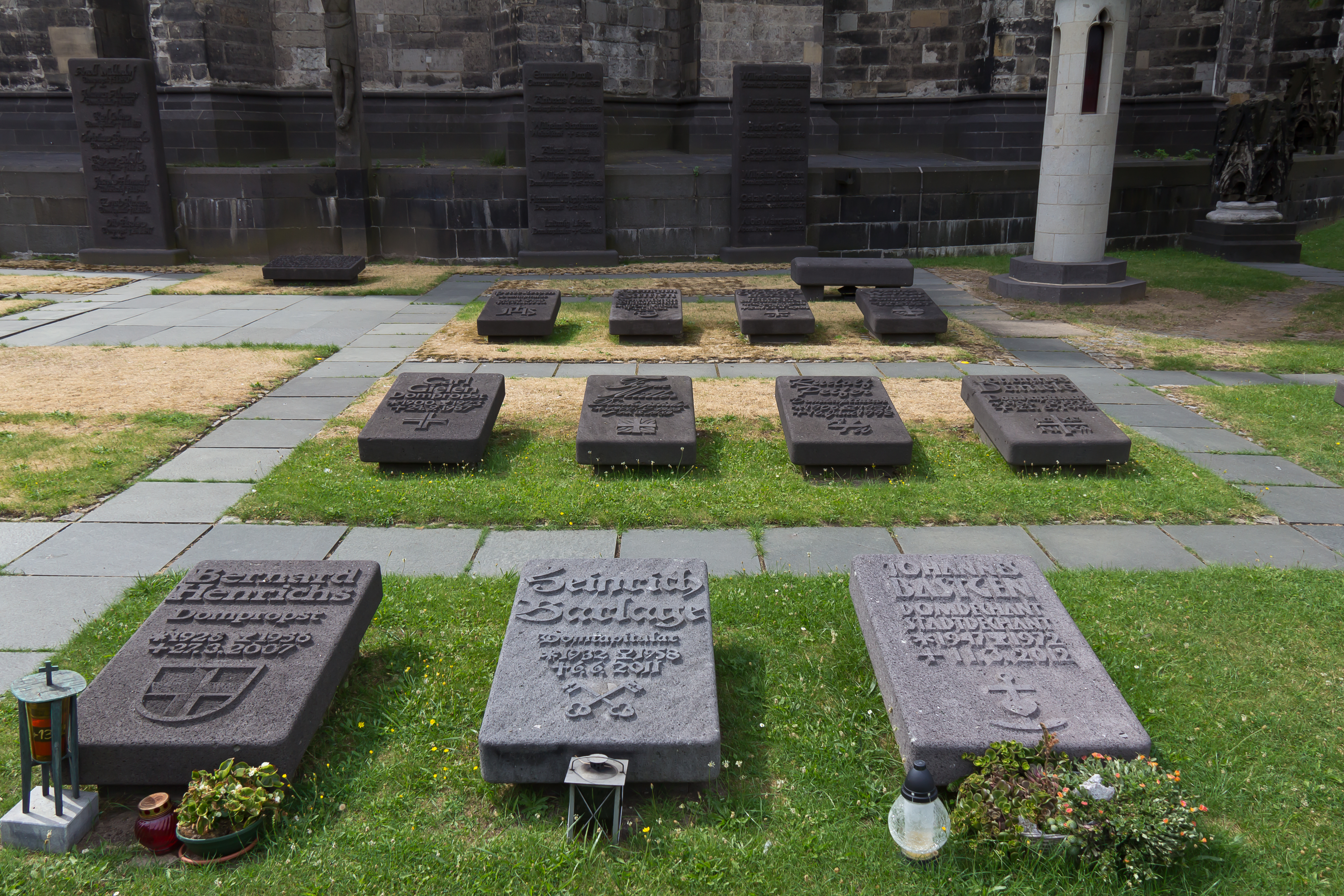
Domherrenfriedhof (Grab: zweiter liegender Stein von links, obere Reihe)

## Leben
Hermann Jansen wurde im Stadtteil Burtscheid von Aachen geboren. Der am 6. August 1928 zum Priester geweihte Jansen wurde am 9. November 1931 zum Domvikar in Köln ernannt. Seit dem 1. April 1953 Direktor der Finanzkammer im Generalvikariat, wurde er am 19. Dezember 1953 in das Kölner Domkapitel berufen. Der Erzbischof von Köln, Kardinal Joseph Frings, bestellte ihn am 1. März  1963 zum zweiten Generalvikar.
Jansen starb 1984 im Alter von 79 Jahren und wurde auf dem Domherren-Friedhof am Kölner Dom beigesetzt.

## Ehrungen
Papst Johannes XXIII. verlieh ihm am 30. November 1962 den Titel eines Apostolischen Protonotars.